# 康萬民
康萬民（1603年—？年），号新周，锦衣卫籍山东济南府武定州人。明末清初政治人物。

## 生平
崇祯三年（1630年）庚午科順天府乡试舉人，崇祯七年（1634年）甲戌科三甲十七名进士，刑部观政後，授南京国子监教授，八年升国子监博士，十年升国子监助教，本年升户部云南司主事、蓟州管粮，十一年升员外，管下粮厅，十三年升淮安知府。後官长芦盐运司同知。
明亡仕清，顺治元年（1644年）七月升任长芦盐运使，二年十一月升江西布政使司参政兼佥事、清军驿传道。

## 家族
曾祖康绍宗，云南右布政、辛丑进士。祖康海，赠文林部、萧县知县。父康炜，号定原，崇祯癸酉举人，锦衣卫人，任徐州萧县知县。